# Новая Мацилевка
Новая Мацилевка — деревня в Ершичском районе Смоленской области России. Входит в состав Сеннянского сельского поселения. Население — 9 жителей (2007 год).
Расположена в южной части области в 16 км к юго-западу от Ершичей, в 23 км юго-восточнее автодороги А101 Москва — Варшава («Старая Польская» или «Варшавка»), на берегу реки Смородинка. В 20 км северо-западнее деревни расположена железнодорожная станция Понятовка на линии Рославль — Кричев.
По состоянию на 2016 год единственным, непостоянным жителем Новой Мацилёвки являлся пенсионер Николай Иосифович Новиков, организовавший "Музей боевой и трудовой славы колхоза «Верный труд», в котором демонстрируются предметы быта колхозников.

## История
В годы Великой Отечественной войны деревня была оккупирована гитлеровскими войсками в августе 1941 года, освобождена в сентябре 1943 года.